# Santa María la Antigua del Darién

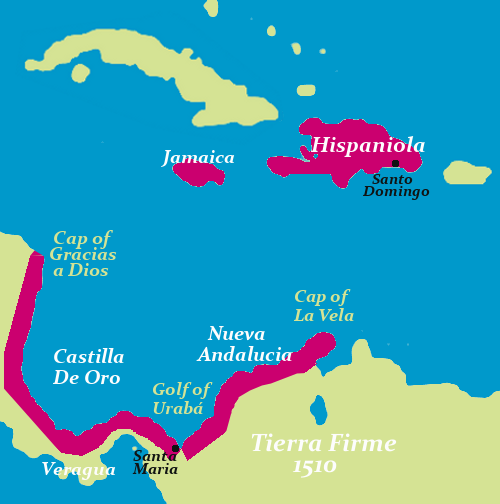
Localisation de Santa María en 1510.

Santa María la Antigua del Darién, est une ancienne ville située dans le golfe d'Uraba, sur le territoire de la municipalité d'Unguía dans le département de Chocó en Colombie (à une vingtaine de kilomètres au nord du chef-lieu). Elle est, avec Acla, la première cité fondée par des Européens sur la Tierra Firme (terre ferme) du continent sud-américain, en 1510, une dizaine d'années après la découverte de cette dernière.

## Historique

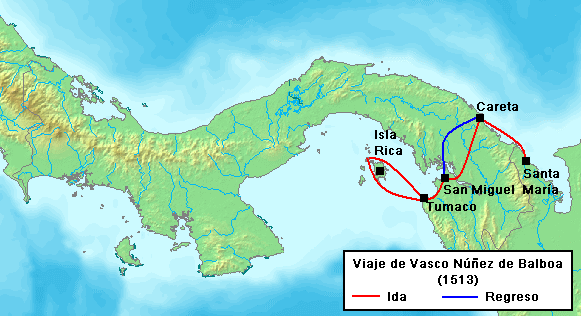
L'expédition de Balboa vers le Pacifique 1513 (aller en rouge, retour en bleu).

Rodrigo de Bastidas avait obtenu la permission de découvrir des îles ou des terres non encore visitées par Christophe Colomb ; il découvre pour la première fois la région en 1501, puis Colomb l'aperçut à son tour lors de son quatrième voyage en 1503.
En 1502, Bastidas et Colomb avaient été accusés par Francisco de Bobadilla de trafic d'or avec les Amérindiens. Innocenté, Madrid octroya à Bastidas une rente annuelle sur la production de ce qui est alors la province d'Urabá, autour du golfe homonyme. Sept ans plus tard, les Espagnols établirent la première colonie d'Amérique du Sud, baptisée Santa María la Antigua del Darién, dans l'actuel département colombien du Chocó.
C'est depuis cette ville que Vasco Núñez de Balboa commença sa marche vers le Pacifique en 1513, après avoir navigué vers le nord vers la ville de Careta puis obliqué à travers la jungle, avec l'aide des indiens, en descendant le Rio Chuchunaque jusqu'à la Baie de San Miguel.
Mais ses successeurs, voulant exploiter des mines d'or, eurent des difficultés avec les indiens Kunas.
Santa Maria la Antigua del Darién était alors la jeune capitale de la région appelée « Castille d'Or », connue pour les mines d'or le long du Rio Choco. La colonisation de la région ne fut cependant pas un succès, en raison des problèmes récurrents avec les indiens Kunas. C'est pourquoi certains habitants quittèrent Santa María pour aller fonder la ville de Panama en 1519.
C'est à partir de 1524 que la population de la ville commence à chuter.
En 1525, Rodrigo de Bastidas fonde la ville de Santa Marta en Colombie.
La ville; s'étant vidée de sa population, tomba en ruine et, peu à peu recouverte par la forêt vierge, sombra dans l'oubli.

Il faudra attendre 1957 pour que l'ex-roi des Belges; Léopold III, se penche sur la question et monte une expédition exploratoire, pour retrouver les vestiges de la cité perdue. Santa María la Antigua del Darién sera finalement retrouvée cette année-là grâce au concours de l'anthropologue et ethnologue colombien d'origine autrichienne Gerardo Reichel-Dolmatoff.

## Protection
Santa María la Antigua del Darién est déclarée bien d'intérêt culturel par le Congrès de la République de Colombie selon la résolution no 2126 du 17 juillet 2015.